# Хоккей на траве на Всеафриканских играх 1987
Соревнования по хоккею на траве на Всеафриканских играх 1987 проходили со 1 по 11 ноября 1987 года в городе Найроби (Кения) на стадионе «City Park Hockey Stadium» среди мужских команд. В турнире приняло участие 7 команд.
Победителем в 1-й раз в своей истории стала сборная Кении, второе место заняла сборная Зимбабве, бронзовые медали завоевала сборная Нигерии.
Турнир по хоккею на траве также являлся квалификационным соревнованием для участия в Олимпийских играх 1988. Квалификацию получали одна команда — победитель турнира; соответственно, её получила сборная Кении.

## Медалисты
|         | Золото | Серебро  | Бронза  |
| ------- | ------ | -------- | ------- |
| Мужчины | Кения  | Зимбабве | Нигерия |

## Регламент соревнований
Команды в одной группе играют между собой по круговой системе в один круг. Начисление очков: за победу — 3 очка, за ничью — 1 очко, за поражение — 0 очков. При равенстве очков преимущество получает команда с лучшей разницей забитых и пропущенных мячей.

## Результаты игр

#### Групповой этап
| Место | Команда  | И | В | Н | П | ГЗ | ГП | +/- | Очки |
| ----- | -------- | - | - | - | - | -- | -- | --- | ---- |
| 1     | Кения    | 6 | 5 | 1 | 0 | 38 | 1  | +37 | 16   |
| 2     | Зимбабве | 6 | 5 | 1 | 0 | 35 | 3  | +32 | 16   |
| 3     | Нигерия  | 6 | 4 | 0 | 2 | 17 | 13 | +4  | 12   |
| 4     | Египет   | 6 | 3 | 0 | 3 | 16 | 7  | +9  | 9    |
| 5     | Гана     | 6 | 2 | 0 | 4 | 14 | 18 | −4  | 6    |
| 6     | Танзания | 6 | 1 | 0 | 5 | 7  | 23 | −16 | 3    |
| 7     | Замбия   | 6 | 0 | 0 | 6 | 1  | 63 | −62 | 0    |